# 八ヶ岳南麓天文台
八ヶ岳南麓天文台（やつがたけなんろくてんもんだい）は山梨県北杜市大泉町にある、現在は非公開の私設天文台、天体観測所村である。1985年12月に串田嘉男によって開設された。愛称は「八ヶ岳 星の村」。国際天文学連合天文台コードは896。
1993年よりFM電波を利用した流星観測を開始したが、観測結果を調べる中で地震発生との間に法則性のようなものを見出し、1995年の阪神・淡路大震災を機に天文台の公開を停止。研究室を「地震前兆電離層観測研究センター」と改称し、現在は「地震前兆検知公開実験」の本拠地として機能している。
1996年までの公開時には、首都圏に近い公開天文台ということもあり数多くの利用者が訪れていた。また、国内初の快挙となる1天文台で複数の周期彗星発見、その他小惑星の発見などの業績も残している。現在も敷地内にある観測所村において所員による天体観測は続けられている。
地震前兆観測研究の内容については「串田嘉男」の項目を参照。

## 所在地
- 山梨県北杜市大泉町谷戸字並木上8697-1

JR小海線甲斐小泉駅より徒歩約20分。小海線の沿線（甲斐大泉駅寄り）にあり、列車内より確認できる。